# Quota Hagenbach-Bischoff
La quota Hagenbach-Bischoff o quocient Hagenbach-Bischoff és una fórmula utilitzada en sistemes de representació proporcional que representa el nombre de vots requerits per obtenir un escó. S'utilitza en alguns sistemes electorals de representació proporcional per llistes electorals que utilitzen el mètode de resta major així com en una variant del mètode D'Hondt coneguda com a mètode Hagenbach-Bischoff.

## Fórmula
{\displaystyle {\frac {{\mbox{total}}\;{\mbox{vots}}}{{\mbox{total}}\;{\mbox{escons}}+1}}}
on:
- total vots és el total de vots vàlids, i
- total escons és el total d'escons a repartir en l'elecció.

La fórmula de la quota Droop difereix d'aquesta fórmula en què s'arrodoneix cap amunt si la quota surt decimal; o se suma 1 si la quota surt un nombre enter. Això fa que utilitzant la quota Droop sigui impossible que el nombre de candidats que obtinguin un escó en fer el repartiment sigui major que el nombre d'escons a repartir, fet que és possible utilitzant la quota Hagenbach-Bischoff. Si això ocorre, l'últim escó es considera un empat i és necessari triar un guanyador entre els dos candidats.